# Grant Ward
Grant Anthony Ward (Londra, 5 dicembre 1994) è un calciatore inglese, centrocampista del Bristol Rovers.

## Carriera
Cresciuto nel settore giovanile del Tottenham, il 22 marzo 2014 viene ceduto in prestito ai Chicago Fire, con cui inizia la carriera professionistica. Il 13 marzo 2015 passa al Coventry City fino al termine della stagione. Il 13 luglio si trasferisce, sempre a titolo temporaneo, al Rotherham United, con cui disputa un'ottima stagione a livello individuale, venendo anche nominato come miglior giovane della squadra. Il 1º agosto 2016 viene acquistato a titolo definitivo dall'Ipswich Town, con cui firma un triennale con opzione per il quarto anno.

## Statistiche

### Presenze e reti nei club
Statistiche aggiornate al 5 dicembre 2018.
| Stagione            | Squadra             | Campionato          | Campionato | Campionato | Coppe nazionali | Coppe nazionali | Coppe nazionali | Coppe continentali | Coppe continentali | Coppe continentali | Altre coppe | Altre coppe | Altre coppe | Totale | Totale | Totale |
| Stagione            | Squadra             | Comp                | Pres       | Reti       | Comp            | Pres            | Reti            | Comp               | Pres               | Reti               | Comp        | Pres        | Reti        | Pres   | Reti   |        |
| ------------------- | ------------------- | ------------------- | ---------- | ---------- | --------------- | --------------- | --------------- | ------------------ | ------------------ | ------------------ | ----------- | ----------- | ----------- | ------ | ------ | ------ |
| 2014                | Chicago Fire        | MLS                 | 23         | 1          | USOC            | 4               | 1               | -                  | -                  | -                  | -           | -           | -           | 27     | 2      |        |
| mar.-mag. 2015      | Coventry City       | FLC                 | 11         | 0          | FACup+CdL       | -               | -               | -                  | -                  | -                  | FLT         | -           | -           | 11     | 0      |        |
| 2015-2016           | Rotherham Utd       | FLC                 | 40         | 2          | FACup+CdL       | 1+2             | 0               | -                  | -                  | -                  | -           | -           | -           | 43     | 2      |        |
| 2016-2017           | Ipswich Town        | FLC                 | 43         | 6          | FACup+CdL       | 2+1             | 0               | -                  | -                  | -                  | -           | -           | -           | 46     | 6      |        |
| 2017-2018           | Ipswich Town        | FLC                 | 37         | 2          | FACup+CdL       | 0               | 0               | -                  | -                  | -                  | -           | -           | -           | 37     | 2      |        |
| 2018-2019           | Ipswich Town        | FLC                 | 12         | 0          | FACup+CdL       | 0+1             | 0               | -                  | -                  | -                  | -           | -           | -           | 13     | 0      |        |
| Totale Ipswich Town | Totale Ipswich Town | Totale Ipswich Town | 92         | 8          |                 | 4               | 0               |                    | -                  | -                  |             | -           | -           | 96     | 8      |        |
| Totale carriera     | Totale carriera     | Totale carriera     | 166        | 11         |                 | 11              | 1               |                    | -                  | -                  |             | -           | -           | 177    | 12     |        |